# 中保内村
中保内村（なかほうないむら）は、かつて新潟県岩船郡にあった村。

## 沿革
- 1889年（明治22年）4月1日 - 町村制施行に伴い岩船郡切田村、野口新村、坂町村、藤沢村、山口村、羽ケ榎村、佐々木村が合併し、中保内村が発足。
- 1901年（明治34年）11月1日 - 岩船郡上保内村と合併し、保内村となり消滅。